# Malin Holta
Malin Holta (* 9. Juni 1993 in Stavanger, Norwegen) ist eine norwegische Handballspielerin.

## Karriere
Malin Holta spielte bis 2009 für Randaberg in der 3. divisjon, bevor sie sich Sola HK anschloss. Nachdem Sola 2013 aus der norwegischen Eliteserien abgestiegen war, wechselte die Rückraumspielerin zum ehemaligen Ligakonkurrenten Stabæk Håndball, mit dem sie in der Saison 2013/14 am Europapokal der Pokalsieger teilnahm. 2014 kehrte sie zu Sola HK wieder zurück, mit dem sie anfangs in der zweithöchsten norwegischen Spielklasse antrat. Mit Sola gewann sie 2015 die Meisterschaft in der 1. divisjon und stieg in die Eliteserien auf. In der Saison 2015/16 wurde sie mit 166 Treffern Torschützenkönigin der Eliteserien. Ab dem Sommer 2016 stand Holta beim französischen Erstligisten Nantes Atlantique Handball unter Vertrag. In der Saison 2016/17 nahm Holta mit Nantes am EHF-Pokal teil und erzielte insgesamt 41 Treffer in acht Partien. Im Sommer 2018 kehrte sie wiederum nach Sola zurück. Im Sommer 2021 wechselte sie zum ungarischen Erstligisten Siófok KC. Ab dem Sommer 2022 lief Holta für den französischen Verein Toulon Saint-Cyr Var Handball auf. Zur Saison 2023/24 kehrte sie zum Sola HK zurück.
Holta lief 10-mal für die norwegische Jugend- sowie 23-mal für die Juniorinnennationalmannschaft auf. Mit diesen Juniorinnenmannschaften nahm an der U-20-Weltmeisterschaft 2012 teil. Am 24. Mai 2013 gab sie ihr Debüt für die norwegische Nationalmannschaft.